# Fred Reichheld
Frederick F. Reichheld (* 1952 in Cleveland, Ohio) ist ein US-amerikanischer Wirtschaftsautor und Wirtschaftsstratege, der durch seine Forschungen und Veröffentlichungen zur Kundentreue (Loyalty Business Model) bekannt wurde.

## Leben
- 1974 Abschluss B.A. am Harvard College
- 1978 MBA der Harvard Business School
- 1977 Einstieg bei der Unternehmensberatung Bain & Company, Boston
- 1979 Eheschließung mit Frau Karen. Aus der Ehe gingen drei Söhne und eine Tochter hervor.
- 1982 Reichheld wird Partner bei Bain & Company.
- 2003 Das Consulting Magazine zählt Reichheld zu den Top-25-Beratern der Welt.

Derzeit ist Reichheld Director Emeritus und Fellow der Bain & Company.

## Veröffentlichungen
Reichheld wurde von führenden Wirtschaftsmagazinen wie Wall Street Journal, Fortune, Business Week, The Economist als Vordenker im Bereich der Kundenloyalität gesehen. Zu seinen Veröffentlichungen gehören
Loyalty Effect (1996 USA, 1997 Deutschland: Der Loyalitätseffekt, Campus Fachbuch)
Loyalty Rules! (2001, nicht in Deutsch erschienen)
Die ultimative Frage: Mit dem Net Promoter Score zu loyalen Kunden und profitablem Wachstum (2006).
Er publizierte zudem acht Artikel zum Thema im Harvard Business Review.
Seine vorerst letzte Buchveröffentlichung, Die ultimative Frage befasst sich mit dem so genannten Net Promoter Score (NPS), einem von ihm entwickelten Konzept, welches die Messung der Kundenweiterempfehlung in Verbindung bringt zur Umsatzrendite eines Kunden.